# Крендейкаси
Крендейка́си (рос. Крендейкасы, чув. Крентейкасси) — присілок у складі Красноармійського району Чувашії, Росія. Входить до складу Красноармійського сільського поселення.
Населення — 112 осіб (2010; 113 у 2002).
Національний склад:
- чуваші — 100 %